# Taiséi-jokoesan-kai
De Taiséi-jokoesan-kai (Japans: 大政翼贊會/大政翼賛会; Nederlands: Organisatie tot ondersteuning van de keizerlijke regering) was een politieke en maatschappelijke beweging in Japan die op 12 oktober 1940 gecreëerd was door de toenmalige premier, prins Fumimaro Konoe. Aanvankelijk was het bedoeling dat de Taiséi-jokoesan-kai als een soort tegenwicht zou dienen tegen de almaar toenemende macht van het leger, maar uiteindelijk werd de beweging aan het leger onderhorig gemaakt. De rol van de Taiséi-jokoesan-kai kan worden vergeleken met die van een politieke partij binnen een totalitaire eenpartijstaat, ofschoon de beweging formeel geen politieke partij was. 

## Geschiedenis
Premier Fumimaro Konoe zag het als zijn taak een einde te maken aan de politieke verdeeldheid in het land. Ook wilde hij het leger en de machtige staatsbureaucratie op een lijn krijgen met de regering van Japan. Plannen tot vorming van een politieke massabeweging ontstonden in 1937, maar kwamen pas echt van de grond in 1940, het jaar dat Japan zijn 2600-jarig bestaan als keizerrijk vierde. Op aandrang van Konoe hadden alle partijen zich in juni, juli en augustus van dat "vrijwillig" ontbonden. De eerste partijen die zichzelf ontbonden waren de Sjakai-taisjoe-tô (Sociale Massapartij), gevolgd door de Seijoe-kai (conservatieve partij) en de Minsei-tô (Democratische Partij) waarna de kleinere partijen volgden. Ter vervanging van het partijpolitieke stelsel kwam op 12 oktober de Taiséi-jokoesan-kai tot stand met als voornaamste doel het ondersteunen de van het imperialistische beleid van de regering. De organisatie moest volgens Konoe niet worden verward met een politieke partij; politieke partijen waren het product van de westerse cultuur en daar was in het zelfbewuste Japan van 1940 geen plaats voor. Van een eenheid binnen de "Organisatie tot ondersteuning van de keizerlijke regering" was echter geen sprake: politici van verschillende ideologische signatuur hadden zich na de opheffing van de politieke partijen bij de organisatie aangesloten om op die manier actief te kunnen blijven deelnemen aan het politieke leven van het land. Hoewel het overgrote deel van de Taiséi-jokoesan-kai bestond uit rechtse politici en militaire figuren, waren er ook politici van linkse en liberale signatuur aangesloten bij de organisatie. Over het algemeen streefde Taiséi-jokoesan-kai naar een autoritair geregeerde staat met een neo-feodalistisch en nationaal-syndicalistisch karakter na. Dit beleid werd wel omschreven als "staatssocialistisch" of "rechts-socialistisch" en sloot goed aan bij gangbare rechts-autoritaire denkbeelden zoals toegepast in Nazi-Duitsland en het fascistische Italië. Het voornaamste doel van de Taiséi was om het Japanse volk politiek en moreel rijp te maken voor de schepping van een Nieuwe Orde in Zuidoost-Azië.
Na het aftreden van Konoe (1941) werd generaal Hideki Tojo minister-president. Hij bracht de Taiséi onder controle van het leger door het onder te brengen bij het Bureau voor Militaire Zaken van het ministerie van Oorlog. Het was generaal-majoor Akira Muto die de organisatie omvormde tot een aan het leger dienstige beweging. Op 16 januari 1942 werd de Jokoesan-seidji-kai (翼賛政治会), de "Politieke Vereniging ter ondersteuning van de keizerlijke regering," opgericht als onderdeel van de Taiséi-jokoesan-kai. Deze organisatie stelde een lijst van "door de regering aanbevolen" kandidaten op voor de verkiezingen van april 1942. De lijst van de Jokoesan-seidji-kai won bij de verkiezingen een absolute meerderheid in het parlement, de Diet, waarna er in feite een einde kwam aan het laatste beetje parlementaire verzet tegen de militaire regering. 
Na de val van premier Tojo waren zijn ambtsopvolgers Kuniaki Koiso en Kantarō Suzuki voorzitters van de Taiséi-jokoesan-kai. Op 13 juni 1945, kort voor het einde van de Tweede Wereldoorlog, werd de organisatie opgeheven. Na de oorlog sloten politici uit de gelederen van de Taiséi zich aan bij nieuwe politieke partijen, zoals de Liberaal-Democratische Partij van Japan en de Sociaal-Democratische Partij van Japan.

### Buurtschappenstelsel
De Taiséi-jokoesan-kai was betrokken bij de vormgeving van het hokokai-systeem, een buurtschappenstelsel, waaraan alle Japanners verplicht bij aangesloten moesten zijn. Dit feodale systeem werd in 1937 weer nieuw leven ingeblazen, zij het dat het een nationaal-syndicalistisch tintje kreeg. Steden, dorpen etc. werden onderverdeeld in buurtschappen die elk twintig huishoudens telden. De leden van een buurtschap werden ingezet in de luchtbescherming, het verplegen van gewonden na luchtaanvallen, levensmiddelendistributie, hulpverlening aan behoeftigen en het organiseren van burgerlijke activiteiten. Informatieavonden werden georganiseerd door de Taiséi om de burgers te indoctrineren. Dertig tot veertig buurtschappen vormden een straatgemeenschap. Aan het hoofd stond een voorzitter, bijgestaan door een vicevoorzitter en een secretaris.

## Vrouwen- en jeugdafdeling
In februari 1942 werden alle vrouwenbonden en organisaties opgeheven en werd het vrouwen verplicht om zich aan te sluiten bij de Groot-Japanse Vrouwenorganisatie. Analoog aan de Hitler Jugend in Nazi-Duitsland werd er juni 1942 de Korps van Jongemannen ter ondersteuning van de keizerlijke regering opgericht.

## Voorzitters
Het voorzitterschap van de Taiséi-jokoesan-kai werd gecombineerd met het premierschap van Japan.
| Afbeelding | Persoon                | Periode   |
| ---------- | ---------------------- | --------- |
|            | Prins Fumimaro Konoe   | 1940-1941 |
|            | Generaal Hideki Tojo   | 1941-1944 |
|            | Generaal Kuniaki Koiso | 1944-1945 |
|            | Baron Kantarō Suzuki   | 1945      |

## VerkiezingsresultatenShūgiin(1942)
| Lagerhuis (Shūgiin) | Lagerhuis (Shūgiin) | Lagerhuis (Shūgiin) |
| Jaar                | Zetels              |                     |
| ------------------- | ------------------- | ------------------- |
| 1942                | 381 / 466           |                     |